# Криулян
Крулян е град в Република Молдова. Разположен е на 43 km североизточно от Кишинев, по брега на река Днестър.